# Zyklonsaison im Nordindik

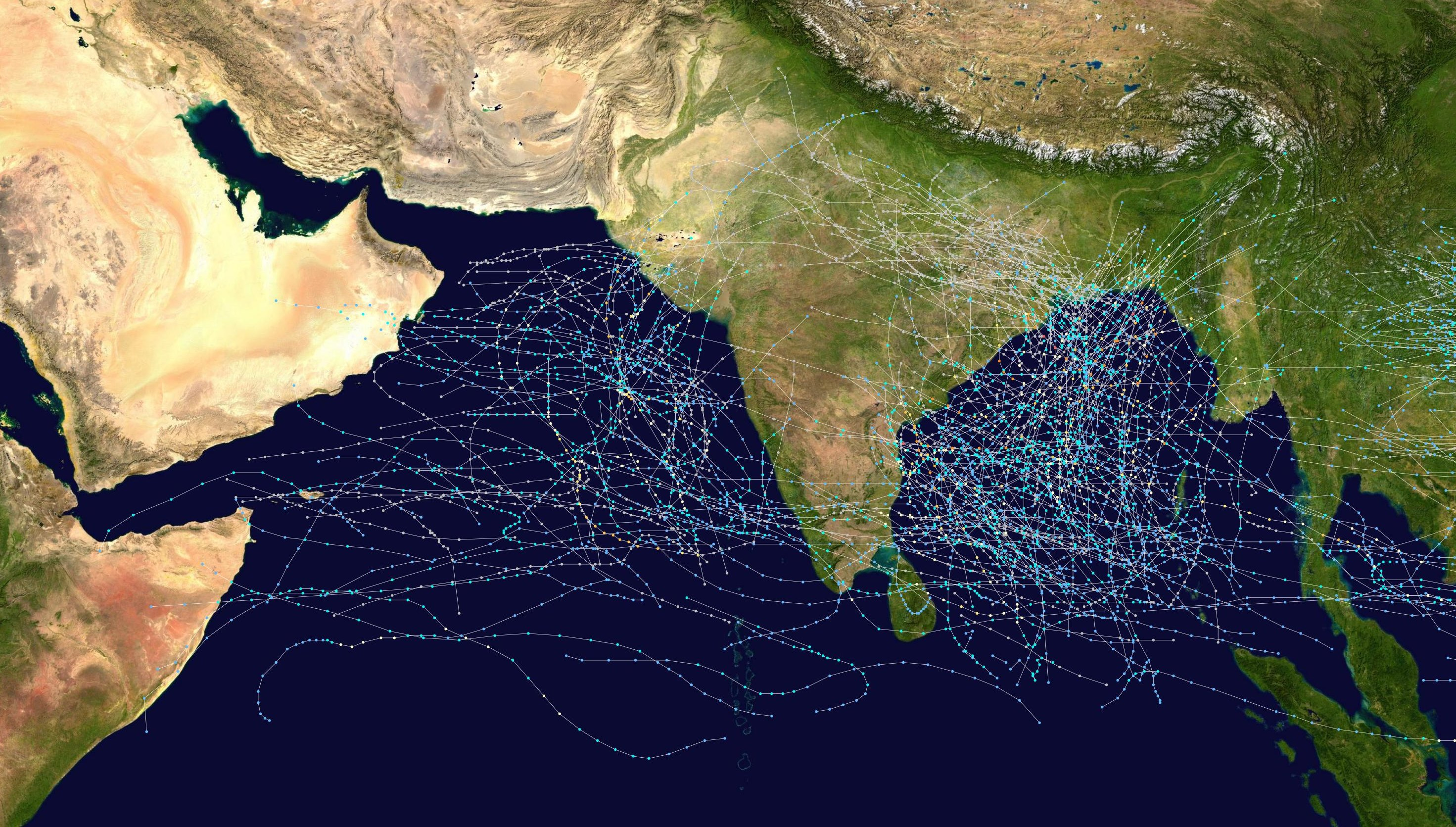
Verlaufsbahn aller Zyklone im Nordindik zwischen 1970 und 2005

Die Zyklonsaison im Nordindik ist, im Gegensatz zu anderen Entstehungsgebieten für tropische Wirbelstürme, wie die Pazifische Hurrikansaison, zeitlich nicht begrenzt, sondern ganzjährig. Jedoch entstehen Zyklone im Norden des Indik vor allem vor und nach dem Sommermonsun, im Mai und Juni sowie im Oktober und November. Das zuständige Regional Specialized Meteorological Centre, das India Meteorological Department (IMD), zählt alle Stürme, die sich zwischen dem 45. und 100. Grad östlicher Länge bilden. In diesem Becken entstehen die Zyklone entweder östlich des indischen Subkontinentes im Golf von Bengalen und im westlich davon liegenden Arabischen Meer.
Vor allem die niedrigen Küstengebiete in Ostindien, Bangladesch und Myanmar sind durch starke Wellen, die gelegentlich über 10 m auflaufen können, gefährdet. Aber auch die durch Niederschlag hervorgerufenen Überschwemmungen stellen eine Gefahr dar.
Die Saison von 1998 war neben 1987, 1996 und 2005, mit der Bildung von elf tropischen Tiefdruckgebieten, von denen sich acht zu tropischen Zyklonen entwickelten, eine der stärksten Saisons seit dem Beginn der Aufzeichnungen.

## Weblink
- Offizielle Seite des India Meteorological Department